# Nikola Vasić (cestista)
Nikola Vasić (in serbo Никола Васић?; Šabac, 15 settembre 1984) è un ex cestista serbo.

## Carriera
Con la Serbia e Montenegro universitaria ha disputato le Universiadi di Taegu 2003.

## Palmarès
- Lega Adriatica: 2

FMP Železnik: 2003-04, 2005-06